# Highett
Highett är en stadsdel i Melbourne i Australien. Den ligger i delstaten Victoria, omkring 17 kilometer sydost om centrala Melbourne. Antalet invånare var 10 454 vid folkräkningen 2016.